# Samantha Murray (tenista)
Samantha Murray (nació el 9 de octubre de 1987) es una tenista británica.
Murray tiene un ranking de individuales WTA más alto de su carrera, No. 165, logrado el 13 de septiembre de 2013. También tiene un ranking WTA más alto de su carrera, No. 119 en dobles, logrado el 28 de febrero de 2022.
Murray hizo su debut en el cuadro principal de la WTA en individual en el Eastbourne Classic 2011, perdiendo ante Anna Tatishvili en la primera ronda.
No está emparentada con el tenista Andy Murray.
Murray se casó con el tenista indio Divij Sharan en julio de 2019.